# Kifutó a semmibe
A Kifutó a semmibe (eredeti cím: Gia) 1998-ban bemutatott amerikai televíziós filmdráma Michael Cristofer rendezésében. A főbb szerepekben Angelina Jolie, Faye Dunaway, Wilhelmina Cooper, Mercedes Ruehl és Elizabeth Mitchell látható. A film Gia Carangi szupermodell életéről szól.

## Cselekmény
A film elején akkor 11 éves Gia Carangi szemtanúja lesz, amint apja megüti az anyját. Ekkor a "férfi" szó számára már törést jelent a lelkében. 17 évesen kérik fel először fotózni, Chris von Wagenheimnek az az ötlete támad, hogy Gia pózoljon meztelenül Sandy Linterrel. Carangi beleszeret Linterbe, de a szerelmük nem teljesedik be. 18 évesen megismerkedik Lindával, egy sminkesként dolgozó lánnyal. Linda csak hónapokkal később hagyja el a barátját. Nem sokkal később megszökik egy fotózásról egy motoros férfival. Csak a házban kezd újra magához térni. Linda ezután kizárja a lakásból, de Carangi betöri az ablakot, mondván: "csak belépni akart". Ezután kibékülnek Lindával. 
Carangi 22 évesen, egy fotózáson rosszul lesz, és a philadelphiai kórházban közlik vele: AIDS-es. Carangi azonban el akarja hagyni a kórházat, ezért vad őrjöngéseket rendez a kórház falain belül. 26 évesen a kórház mellett lévő utcánál olyan durván megverik, hogy lélegeztetőgépre kerül. Másnap reggel rossz állapotban járkál a kórházban, és nem sokkal később meghal.

## Szereplők
| Szerep                         | Színész                | Magyar hang   |
| ------------------------------ | ---------------------- | ------------- |
| Gia Carangi                    | Angelina Jolie         | Kéri Kitty    |
| Gia Carangi                    | Mila Kunis (11 évesen) |               |
| Wilhelmina Cooper, Gia ügynöke | Faye Dunaway           | Földi Teri    |
| Kathleen Carangi, Gia anyja    | Mercedes Ruehl         | Csere Ágnes   |
| Linda                          | Elizabeth Mitchell     | Kováts Adél   |
| Mike Mansfield                 | Scott Cohen            | Rosta Sándor  |
| Stephanie                      | Kylie Travis           | Mics Ildikó   |
| Francesco Scavullo             | Edmund Genest          | Koroknay Géza |
| Chris von Wagenheim            | Alexander Enberg       |               |
| Joseph Carangi, Gia apja       | Louis Giambalvo        | Bognár Zsolt  |
| T.J.                           | Eric Michael Cole      | Lux Ádám      |
| Bruce Cooper                   | John Considine         |               |
| nővér a Sürgősségi Osztályon   | Holly Baker            |               |
| Tony                           | Joe Basile             |               |
| Philippe                       | Rick Batalla           |               |
| Beverly                        | Judy Gillet            |               |
| Joey, Gia bátyja               | Johnny Green           |               |
| Winter                         | Cee-Cee Harshaw        |               |
| Amy                            | Holly Sampson          |               |
| John Casablancas               | Antony Sandoval        |               |
| Jenny                          | Alexis Smart           |               |
| Michael, Gia bátyja            | Nick Spano             |               |

## Díjak és jelölések
Angelina Jolie Golden Globe- és Primetime Emmy-díjat kapott. Faye Dunaway Wilhelmina Cooper szerepéért vehette át meg a legjobb női mellékszereplő Golden Globe-díját.
| Év   | Díj                                   | Kategória                                                          | Jelölt                                                            | Eredmény |
| ---- | ------------------------------------- | ------------------------------------------------------------------ | ----------------------------------------------------------------- | -------- |
| 1999 | Eddie                                 | Legjobb kétórás, nem televíziós film                               | Eric A. Sears                                                     | Elnyerte |
| 1999 | Excellence in Production Design Award | Televíziós film vagy mini sorozat                                  | David J. Bomba John R. Jensen                                     | Jelölve  |
| 1999 | CDG Award                             | Kiváló jelmeztervezés / Televízió                                  | Robert Turturice                                                  | Jelölve  |
| 1999 | DGA Award                             | Kiemelkedő rendezés                                                | Michael Cristofer James D. Brubaker Mary Ellen Woods David Larson | Elnyerte |
| 1999 | GLAAD Media Award                     | Kiemelkedő TV film vagy mini sorozat                               |                                                                   | Jelölve  |
| 1999 | Golden Globe-díj                      | Legjobb női alakítás / TV film, minisorozat                        | Angelina Jolie                                                    | Elnyerte |
| 1999 | Golden Globe-díj                      | Legjobb női mellékszereplő / TV film, minisorozat                  | Faye Dunaway                                                      | Elnyerte |
| 1999 | Golden Globe-díj                      | Legjobb TV film, minisorozat                                       |                                                                   | Jelölve  |
| 1999 | Golden Satellite Award                | Legjobb női alakítás / TV film, mini sorozat                       | Angelina Jolie                                                    | Elnyerte |
| 1999 | Golden Satellite Award                | Legjobb TV film, mini sorozat                                      |                                                                   | Jelölve  |
| 1999 | Golden Satellite Award                | Legjobb női mellékszereplő / TV film, mini sorozat                 | Faye Dunaway                                                      | Jelölve  |
| 1999 | Actor                                 | Legjobb színésznő / TV film, mini sorozat                          | Angelina Jolie                                                    | Elnyerte |
| 1999 | WGA Award (TV)                        | Eredeti hosszú formátum                                            | Jay McInerney Michael Cristofer                                   | Jelölve  |
| 1998 | Artios                                | Legjobb televízió szereposztás                                     | Junie Lowry-Johnson                                               | Elnyerte |
| 1998 | Emmy-díj                              | Kiemelkedő Single kamera képe szerkesztés / Minisorozat, televízió | Eric A. Sears                                                     | Elnyerte |
| 1998 | Emmy-díj                              | Kiemelkedő szereposztás / Minisorozat, televízió                   | Libby Goldstein Junie Lowry-Johnson                               | Jelölve  |
| 1998 | Emmy-díj                              | Kiemelkedő jelmeztervezés / Minisorozat, televízió                 | Robert Turturice                                                  | Jelölve  |
| 1998 | Emmy-díj                              | Kiemelkedő női főszereplő / Minisorozat, televízió                 | Angelina Jolie                                                    | Jelölve  |
| 1998 | Emmy-díj                              | Kiemelkedő televízió számára készült film / Minisorozat, televízió | Marvin Worth Ilene Kahn Power David R. Ginsburg James D. Brubaker | Jelölve  |
| 1998 | Emmy-díj                              | Kiemelkedő forgatókönyv / Minisorozat, televízió                   | Jay McInerney Michael Cristofer                                   | Jelölve  |
| 1998 | Grand Jury Award                      | Kiváló színésznő játékfilmben                                      | Angelina Jolie                                                    | Elnyerte |

## Filmzene
1. Billy Idol – Dancing With Myself
2. The Pretenders – Brass In Pocket
3. Echo & the Bunnymen – The Killing Moon
4. David Bowie – Let's Dance
5. Jeanie Bryson – Young At Heart
6. Will She Stay?